# 列昂季耶夫悖论
列昂季耶夫悖论（英語：Leontief paradox）是由諾貝爾獎得主瓦西里·列昂季耶夫教授提出的一个经济学悖论，旨在检验赫克歇爾-奧林定理（H-O理論）。1953年，列昂季耶夫发现美国（从各种条件来看都是资本丰富的国家）于1947年反而出口劳动密集型产品，进口资本密集型产品。这一现象与H-O理論相悖。后来，经济学中将人均资本拥有量更高的国家在出口贸易中的资本/劳动比反而比进口还低的现象称为列昂季耶夫悖论。

## 计量
- 1971年，罗伯特·鲍德温（Robert Baldwin）根据美国1962年贸易数据的计算表明，美国进口贸易比出口贸易的资本密集度还高27%，其计算方法和列昂季耶夫类似。[1][2]
- 1980年，爱德华·利默尔（英语：Edward Leamer）对列昂季耶夫比较同价值的进出口要素成分（即基于实际汇率）的原始方法提出了质疑。然而他承认，基于鲍德温1962年的数据，使用修正后的方法比较净出口和国内消费的要素含量时，美国的这一悖论仍然存在。[3][4]
- 1999年，埃尔赫南·赫尔普曼在检视计量经济学文献时认为，悖论仍然存在，但一些关于非美国贸易的研究却与H-O理论相一致。
- 2005年， Kwok和Yu使用了一套新的方法，认为美国贸易数据中列昂季耶夫悖论没有那么明显，甚至不存在，但该悖论仍然在其他已開發國家存在。[5]

## 解释
对许多经济学家来说，列昂季耶夫悖论削弱了赫克歇爾-奧林定理（H-O）理论的有效性，该理论预测，贸易模式是基于各国在某些生产要素（如资本和劳动力）方面的比较优势。许多经济学家放弃了H-O理论，转而支持一种更接近李嘉图的模型，即技术差异决定比较优势。这些经济学家认为，美国在高薪劳动力方面的优势大于资本优势。该观点可以认为是采用了广义概念的“资本”，包括人力资本。根据这一定义，美国的出口是非常（人力）资本密集型的，而不是（低薪）劳动力密集型的。
一些学者对这一悖论的解释认为，比较优势作为贸易决定因素没有那么重要。例如，林德假说认为，在贸易的决定因素中，需求的重要性高于比较优势，并假设需求相似的国家更有可能进行贸易。例如，美国和德国都是对汽车有巨大需求的发达国家，因此两国都有庞大的汽車產業。现实中并未出现一个国家借助比较优势主导汽车行业的局面，而是两国之间进行不同品牌的汽车贸易。同样，新贸易理论认为，比较优势可以独立于要素禀赋变化而发展（例如在产业规模报酬递增中）。